# Brhlovce
Brhlovce este o comună slovacă, aflată în districtul Levice din regiunea Nitra, pe malul râului Búr⁠(d). Localitatea se află la altitudinea de 204 m deasupra n.m., se întinde pe o suprafață de 13,38 km2 și în 2017 număra 305 locuitori.

## Istoric
Localitatea Brhlovce este atestată documentar din 1245.

## Demografie
| An:                | 1994 | 2004   | 2014   | 2024   |
| ------------------ | ---- | ------ | ------ | ------ |
| Număr de persoane: | 360  | 329    | 305    | 292    |
| Diferență:         |      | −8,61% | −7,29% | −4,26% |

| An:                | 2023 | 2024   |
| ------------------ | ---- | ------ |
| Număr de persoane: | 289  | 292    |
| Diferență:         |      | +1,03% |